# Film i Sovjetunionen
När bolsjevikerna tog makten i Sovjetunionen ansåg man att filmen var det mest genomslagskraftiga kommunikationsmedlet. Filmindustrin förstatligades därför i augusti 1919, och Nadezjda Konstantinovna Krupskaja sattes att styra densamma. Sergej Eisensteins stumfilm Pansarkryssaren Potemkin från 1925 är förmodligen den mest kända av de tidiga filmerna.
År 1919 lät sovjetledaren Vladimir Lenin etablera världens första filminstitut, VGIK. Under NEP-politikens tid var filmen i Sovjetunionen mer marknadsinriktad, och även utländskt sponsorkapital blev tillåtet.
Filmproduktionen var reglerad med Goskino som centralt ansvarig myndighet med mycket starkt inflytande och Sovexportfilm som exporterade och importerade filmer.
Michail Kalatozovs film Och tranorna flyga belönades med guldpalmen på Filmfestivalen i Cannes 1958.
Solaris (på ryska: Солярис, 1972) av Andrej Tarkovskij återspeglade dåtidens framtidstro inom rymdfärder och människans psykologiska gränser. Filmen vann Grand Prix Spécial du Jury och FIPRESCI-priset på filmfestivalen i Cannes.
Michail Gorbatjovs tillträde och följande reformer innebar omfattande liberalisering av Sovjetunionens filmer. Regissörer fick en friare roll, och filmer om verklighetsflykt började spelas in.
Sovjetunionens fall 1991 innebar stora förändringar för filmen. En utbredd uppfattning är att upplösningen satte stopp för rysk kvalitetsfilm, då filmindustrin blev mer inriktad på kommersiell gångbarhet än konstnärlighet.